# Vseslav van Polotsk

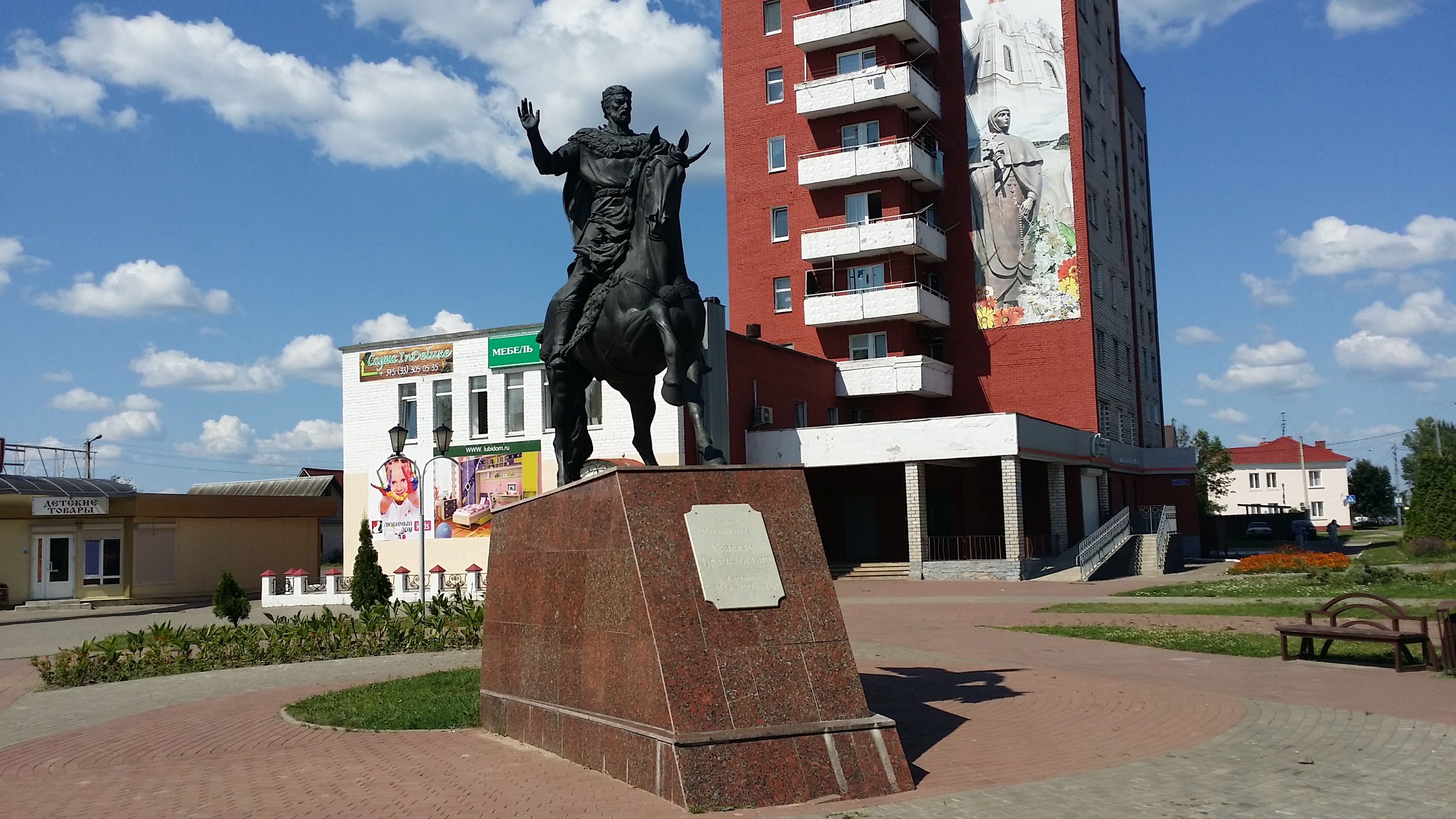
Gedenkteken in Polotsk

Vseslav van Polotsk (Russisch: Всеслав Брячиславич,  Vseslav Brjatjislavitjs, Wit-Russisch: Усяслаў Чарадзей) (Polotsk, ca. 1030 - aldaar, 14 april 1101), was vorst van Polotsk en in 1068/1069 ook grootvorst van Kiev.

## Familieverhoudingen
Vseslav was zoon van Brjatsjislav van Polotsk (ca. 997 - 1044), vorst van Polotsk en Vitebsk (1001) en van Loetsk (1015), een erfenis van zijn grootvader Vladimir van Kiev. In 1022 veroverde Brjatsjislav Novgorod maar werd daar weer uit verdreven door zijn oom Jaroslav de Wijze. Brjatsjislav stichtte de stad Braslaw (bij Vitebsk).
De verhoudingen tussen Brjatsjislav en de rest van zijn familie bleven slecht. De belangrijkste reden daarvoor is dat de vader van Brjatsjislav, Izjaslav (ca. 978 - 1001), was overleden vóór zijn grootvader Vladimir. Omdat vererving in het Kievse Rijk volgens het senioraat gebeurde, betekende dit dat de nakomelingen van Izjaslav niet in aanmerking kwamen voor het erven van de titel van grootvorst van Kiev of een van de andere belangrijke Russische vorstendommen. Brjatsjislav maakte Polotsk onafhankelijk van het Kievse Rijk en het vorstendom zou ook steeds door zijn nakomelingen worden geërfd.

## Leven van Vseslav
Vseslav volgde zijn vader in 1044 op als vorst van Polotsk. Hij was de oudste vorst van zijn generatie maar kwam niet in aanmerking als erfgenaam van Jaroslav de Wijze. Dat was voorbehouden aan de nog levende zonen van Jaroslav: Izjaslav, Svjatoslav, Vsevolod en Igor. Na de dood van Jaroslav (1054) zag Vseslav de zwakte van die zoons, en begon hij het noorden van Kievse Rijk te plunderen. In 1065 belegerde hij Pskov zonder succes maar in 1066 plunderde Vseslav Novgorod. Hij voerde de klok en relieken van de Sofiakathedraal mee, en schonk die aan zijn eigen Sofiakathedraal in Polotsk. 
De expansie van Vseslav was een aanslag op het gezag van de zonen van Jaroslav en was een strategisch probleem voor ze omdat Vseslav nu het verkeer tussen Kiev en Scandinavië controleerde. De zonen van Jaroslav vielen in 1067 Vseslav aan. Ze plunderden Minsk en het kwam op 3 maart 1067 tot een veldslag aan de rivier de Njamiha, bij Minsk. Vseslav verloor de slag en moest vluchten naar Polotsk. De slag moet voor die tijd bijzonder bloederig zijn geweest, het Igorlied (dat over een veldtocht van twintig jaar later gaat), spreekt over "de bloederige oevers van de Njamiha, bezaaid met beenderen". In juni 1067 nodigden de zonen van Jaroslav Vseslav uit voor onderhandelingen en zwoeren een eed dat zijn veiligheid was gegarandeerd. Vseslav werd gevangengenomen en opgesloten in Kiev. 
In augustus 1068 werd Kiev aangevallen door de Polovtsen en de volksvergadering was ontevreden over het optreden van de zonen van Jaroslav. Een woedende menigte verdreef de zonen van Jaroslav, bevrijdde Vseslav en riep hem uit tot grootvorst. Zeven maanden later kwam Izjaslav terug met een Pools leger en moest Vseslav vluchten. Na een paar jaar van conflicten, kon Vseslav vanaf 1071 onbedreigd regeren als vorst van Polotsk. Wel waren er regelmatig spanningen en conflicten met Vsevolod en diens zoon Vladimir Monomach. Vseslav overleed op 14 april 1101 en werd begraven in de Sofiakathedraal in Polotsk.

## Vseslav in de Literatuur
Vseslav heeft bijnamen als "de Ziener", "de Tovenaar" en "de Weerwolf". Zeker is dat Vseslav met de helm geboren werd. Dit werd beschouwd als een goed voorteken en een aanwijzing dat het kind bijzondere gaven zou hebben.
Het Igorlied laat Vseslav optreden om de onderlinge verdeeldheid van het Kievse Rijk te illustreren. Vseslav heeft in het Igorlied magische krachten waarmee hij zichzelf uit gevangenschap kan bevrijden, en neemt 's nachts de gedaante aan van een wolf om grote afstanden af te leggen. Ook zou hij in Kiev de klokken van de Sofiakathedraal van Polotsk kunnen horen.
De personage van de bogatyr (ridder/held/tovenaar) Volch Vseslavitsj in de bylina is vermoedelijk ook op Vseslav gebaseerd. Volch Vseslavitsj kon zichzelf in een wolf of andere dieren veranderen.

## Kinderen
De naam van de vrouw(en) van Vseslav is niet bekend. Hij was vader van de volgende zonen (dochters zijn niet bekend):
- David (ovl. na 1129), vergezelde Vladimir Monomach in 1103 naar het prinsdom Pereyaslavl, ten oosten van Kiev. Prins van Polotsk in 1127, ging (verbannen?) naar Constantinopel;
- Roman (ovl. 1116), prins van Polotsk. Zijn weduwe werd non. Ze hadden geen kinderen;
- Gleb;
- Boris (ovl. 1128), prins van Polotsk van 1101 tot vermoedelijk 1128. Zijn zoon Rogvolod werd ook prins van Polotsk.
- Rogvolod II, prins van Polotsk (ca. 1128), in 1130 verbannen naar Constantinopel door Vladimir Monomach. Zijn zoon Ivan was prins van Polotsk in 1132;
- Svjatoslav, prins van Polotsk (1140), zijn zoon Vasilko was prins van Polotsk;
- Rostislav, prins van Polotsk (1128), vermoedelijk vader van de heilige Euphrosyne (werd non tegen de wil van haar ouders, stichtte kerken en gaf aan de armen, overleed op pelgrimsreis in het Heilige Land). Zijn kleinzoon Boris werd prins van Polotsk.